# 尼维斯岛行政机构
尼维斯岛行政机构（英語：Nevis Island Administration）是圣基茨和尼维斯联邦的尼维斯岛的地方自治政府。尼维斯岛行政机构的首长为尼维斯总理，现任尼维斯总理是马克·布兰特利。